# Andrena fenningeri
Andrena fenningeri är en biart som beskrevs av Henry Lorenz Viereck 1922. Andrena fenningeri ingår i släktet sandbin, och familjen grävbin. Inga underarter finns listade i Catalogue of Life.

## Bildgalleri

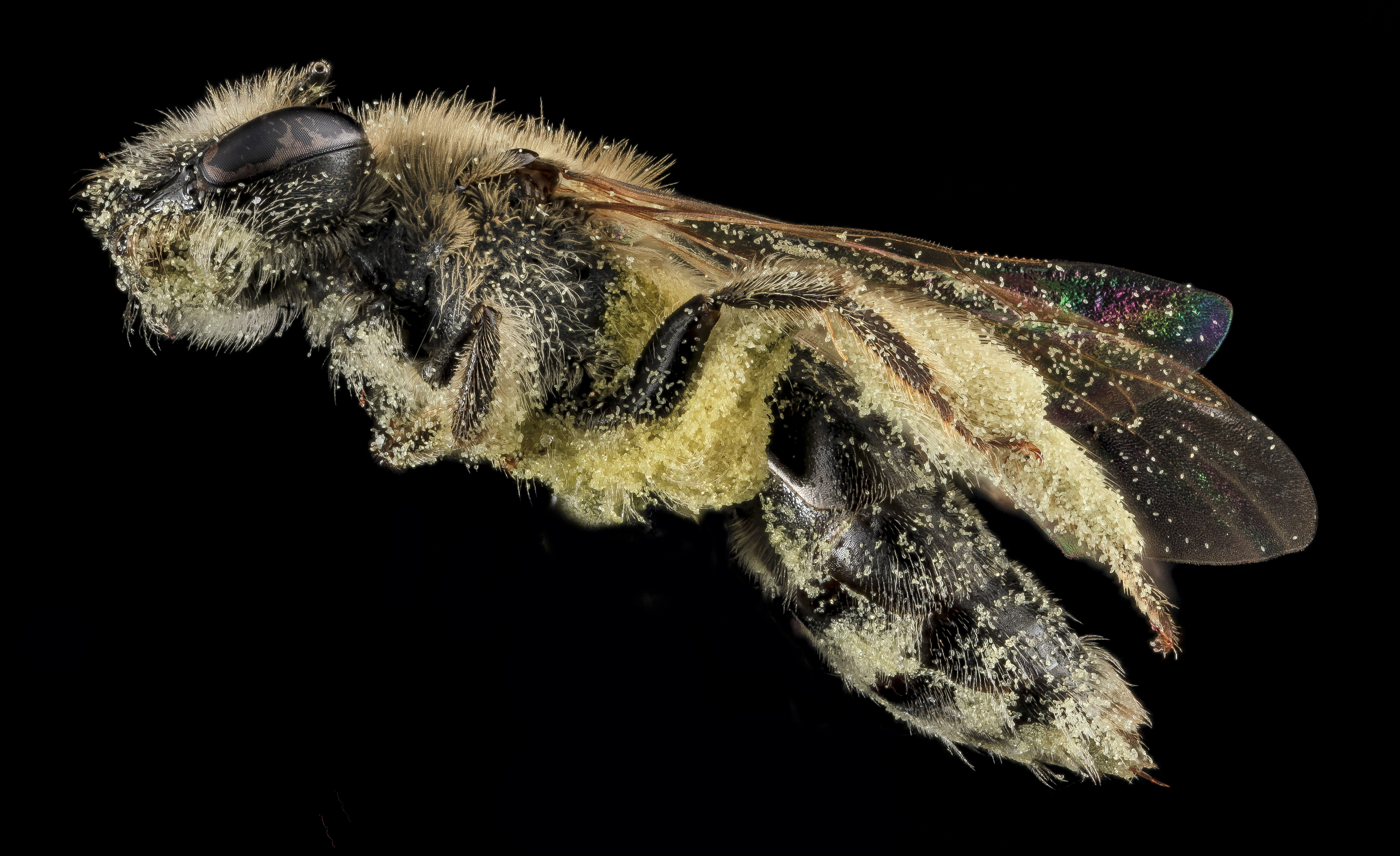
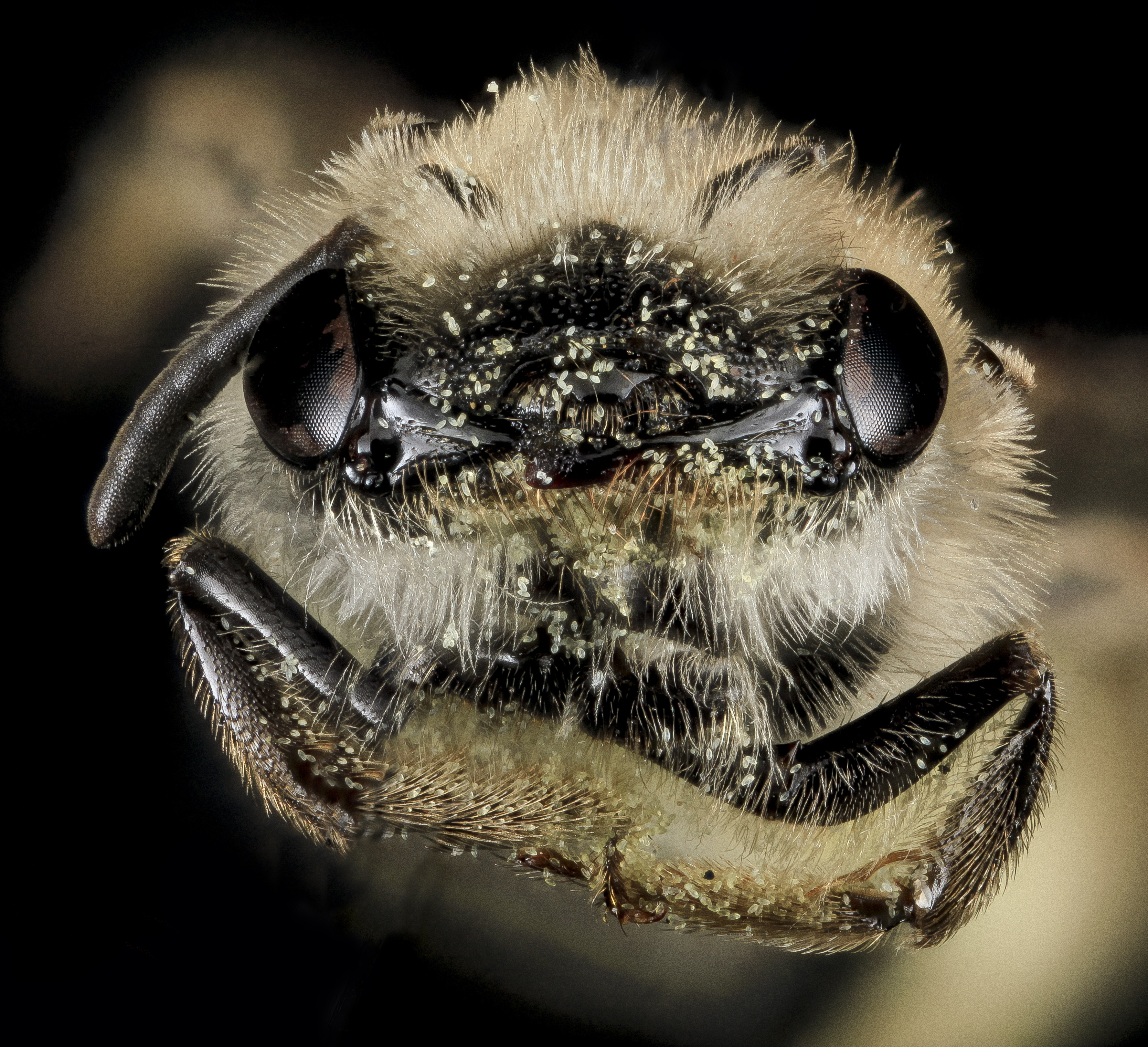